# UTC+4:30
UTC+4:30 — часовий пояс, базований на меридіані 67,5 сх. д. Використовується в Афганістані, де діє протягом усього року. Також як літній час використовувався в Ірані до 2022 року включно.

## Використання

### Постійно протягом року
- Афганістан

## Історія використання

### Як літній час
- Іран у 1979-1980, 1991-2005, 2008-2022 роках